# Puncturella erecta
Puncturella erecta är en snäckart som beskrevs av Dall 1889. Puncturella erecta ingår i släktet Puncturella och familjen nyckelhålssnäckor. Inga underarter finns listade i Catalogue of Life.